# Andy Beshear
Andrew Graham Beshear (ur. 29 listopada 1977 w Louisville) – amerykański prawnik i polityk, od 2019 gubernator stanowy Kentucky.

## Życiorys
Jest synem prawnika i polityka, Steve’a Besheara (ur. 1944), gubernatora Kentucky w latach 2007–2015, i jego żony Jane zd. Klingner (ur. 1946). W 2000 roku ukończył z wyróżnieniem studia na Uniwersytecie Vanderbilta, a w 2003 uzyskał tytuł doktora nauk prawnych na University of Virginia School of Law. Po ukończeniu studiów pracował w Waszyngtonie w międzynarodowej kancelarii prawnej, miesięcznik Lawyer Monthly wyróżnił go nagrodą Prawnika Konsumenckiego Roku 2013.
W 2015 roku ogłosił start w wyborach na prokuratora generalnego Kentucky. W głosowaniu pokonał republikańskiego kandydata Whitney’a Westerfielda przewagą 2201 głosów. W trakcie kadencji kilkukrotnie pozywał gubernatora Matta Bevina o przekroczenie uprawnień. W 2018 złożył dziewięć pozwów przeciwko firmom farmaceutycznym, którym zarzucił wpływ na zaostrzenie się epidemii opioidów.
W 2019 roku kandydował w wyborach na gubernatora stanu, w których pokonał ubiegającego się o reelekcję Matta Bevina i kandydata Partii Libertariańskiej Jana Hicksa, zdobywając 49,2% głosów. 10 grudnia 2019 zaprzysiężony na urząd gubernatora. W 2023 z powodzeniem ubiegał się o ponowny wybór, uzyskując poparcie 52,5% wyborców i wygrywając z republikaninem Danielem Cameronem.

## Życie prywatne
Ma żonę Britainy, którą poznał podczas pracy w Waszyngtonie. Ma z nią syna i córkę. Jest diakonem w Beargrass Christian Church w St. Matthews.